# 니코 클레선
니콜라스 "니코" 피터르 클레선(네덜란드어: Nicolaas "Nico" Pieter Claesen, 1962년 10월 1일, 림뷔르흐 주 마스메헬런 ~)은 벨기에의 전 축구 선수로, 가장 최근에 RFC의 감독을 역임했다.

## 경력
클레선은 1986년 10월에 데이비드 플리트가 스탕다르 리에주에서 £600,000에 토트넘 홋스퍼로 영입했다. 그는 안필드에서 열린 리버풀전에서 첫 경기를 치렀다. 1988년 8월, 테리 베너블스 감독이 취임하면서, 클레선은 경쟁에서 밀려 £550,000에 앤트워프로 이적했다. 그는 앞서 슈투트가르트에서도 활약했다.

## 국가대표팀 경력
클레선은 1983년부터 1990년까지 벨기에 국가대표팀 경기에 36번 출전해 12골을 기록했고, 유로 1984, 1986년 월드컵, 그리고 1990년 월드컵의 3번의 주요 대회에 참가했고, 이 중 1986년 월드컵에서 4위에 입상했다.

## 수상
앤트워프
- 벨기에 컵: 1991–92[4]

벨기에
- 월드컵 4위: 1986[5]

개인
- 벨기에 1부 리그 득점왕: 1983–84 (27골)[6]